# Charlie Watts

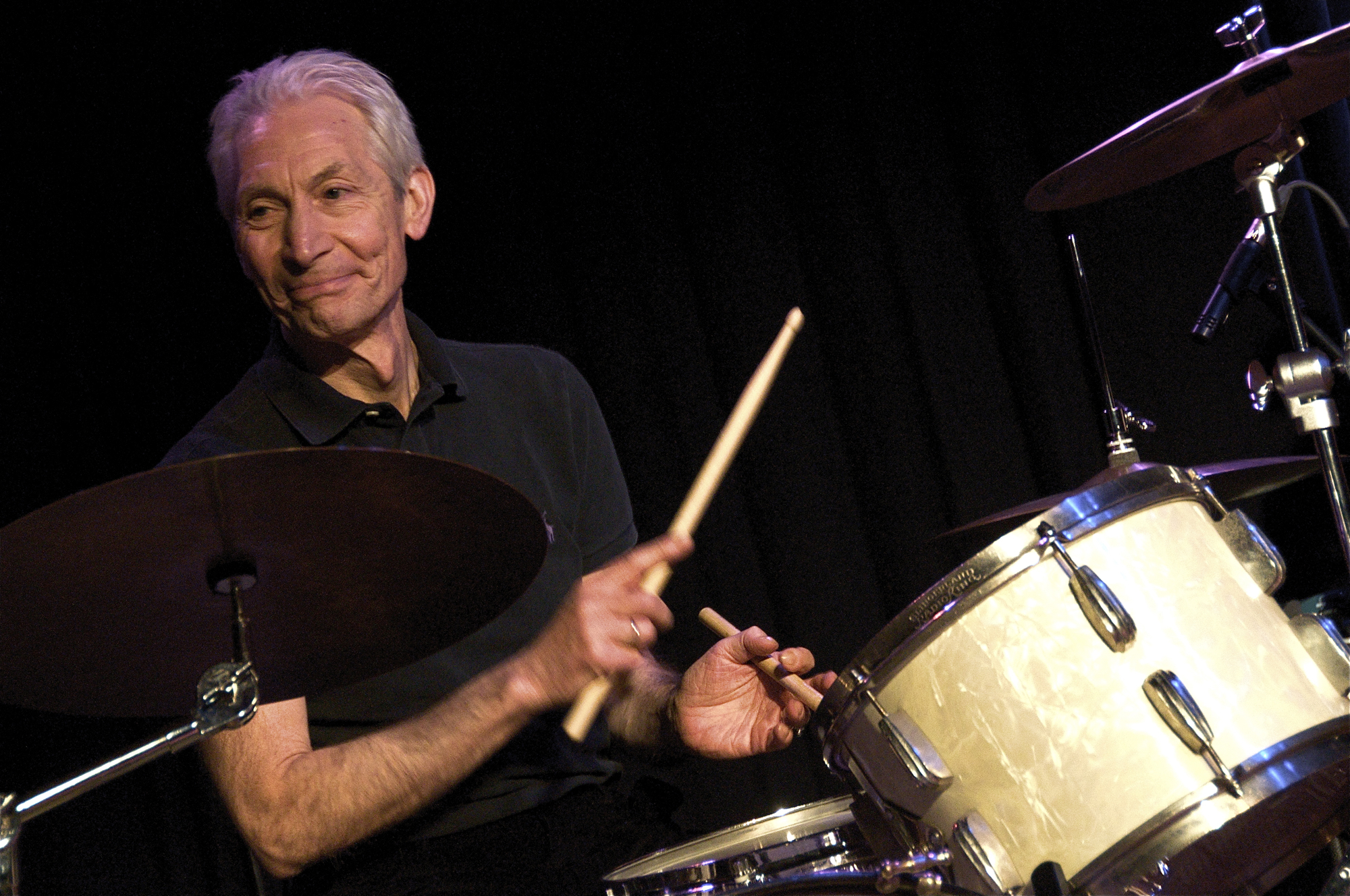
Charlie Watts (2010)

Charles Robert "Charlie" Watts (n. 2 iunie 1941, Londra, Anglia, Regatul Unit – d. 24 august 2021, Londra, Anglia, Regatul Unit) a fost un baterist englez cunoscut ca membru al trupei The Rolling Stones. A fost de asemenea liderul unei formații de jazz, producător muzical, artist comercial și crescător de cai.